# Захарчук, Пётр Михайлович
Пётр Михайлович Захарчук (1953 — 6 марта 1996) — начальник медицинской службы Восточного округа внутренних войск МВД России, подполковник медицинской службы. Герой Российской Федерации

## Биография
Родился в 1953 году в селе Вороняки Золочевского района Львовской области. Украинец. После прохождения срочной службы. Поступил в Донецкий мединститут. На четвёртом курсе перевелся в Куйбышевский военно-медицинский факультет при КМИ. Получил специализацию хирургия, затем психиатрия, работал дивизионным психиатром, потом начальником медицинской службы дивизии внутренних войск. Службу проходил на Дальнем Востоке. Служил в Магадане, потом в Хабаровске.
С 1981 года во внутренних войсках. Три раза был в служебных командировках в Чеченской республике.

## Подвиг
6 марта 1996 года во время наступления боевиков на Грозный подполковник Захарчук с риском для жизни оказывал первую медицинскую помощь раненым и организовал их эвакуацию из районов боевых действий. В 9.20 при вывозе раненых с КПП-14 бронетранспортёр, в котором находился подполковник Захарчук с ранеными, трижды попадал в засады. Дважды умелыми и решительными действиями экипажа нападения отражали. В третий раз бронетранспортер был подбит из гранатомета. Будучи раненым, подполковник Захарчук силами экипажа организовал оборону и эвакуацию раненых в безопасное место. Прикрывая действия подчиненных, получил смертельное ранение.

## Награды
Звание Героя Российской Федерации Петру Михайловичу Захарчуку присвоено указом Президента Российской Федерации № 1576 от 18 ноября 1996 года посмертно. Награждён орденом «За военные заслуги». Приказом министра внутренних дел РФ зачислен навечно в списки личного состава части.